# Lambrecht (Pfalz)
Lambrecht település Németországban, Rajna-vidék-Pfalz tartományban. Lakosainak száma 4131 fő (2023. december 31.).

## Népesség
A település népességének változása:
| Lakosok száma | 4541 | 3964 | 4069 | 4085 | 4170 | 4131 |
|               | 1975 | 2017 | 2019 | 2021 | 2022 | 2023 |